# Ruslan Chomčak
Ruslan Borysovyč Chomčak (ukrajinsky Русла́н Бори́сович Хомча́к; * 5. června 1967, Lvov) je ukrajinský armádní generál a bývalý vrchní velitel ozbrojených sil Ukrajiny. Působí jako první náměstek tajemníka Rady národní bezpečnosti a obrany Ukrajiny, do 28. března 2020 zastával také funkci náčelníka generálního štábu.

## Život
Narodil se 5. června 1967 ve Lvově. V roce 1988 absolvoval moskevskou Vyšší vojenskou velitelskou školu.V letech 1988–1992 sloužil ve východním Německu a v Běloruské SSR.
Po získání nezávislosti Ukrajiny v roce 1991 se Chomčak stal vojenským velitelem ukrajinských ozbrojených sil. V letech 1993 až 2000 sloužil ve 24. mechanizované brigádě, od roku 2013 byl povýšen do hodnosti generálporučíka. Účastnil se války v Donbasu.
Dne 21. května 2019 prezident Ukrajiny Volodymyr Zelenskyj jmenoval Ruslana Chomčaka náčelníkem generálního štábu a vrchním velitelem ozbrojených sil Ukrajiny. Dne 28. března 2020 byly dekretem prezidenta Zelenského rozděleny funkce vrchního velitele a náčelníka generálního štábu. Dne 28. března 2020 Zelenskyj odvolal Chomčaka z funkce náčelníka generálního štábu a jmenoval ho vrchním velitelem ozbrojených sil a současně jmenoval Serhije Kornijčuka náčelníkem generálního štábu.
Dne 10. září 2020 byl pozitivně testován na covid-19.

## Osobní život
Chomčak je ženatý s Annou Kovalenkovou. Kovalenková je občanská aktivistka, novinářka, aktivní účastníce Euromajdanu, bývalá poradkyně ministrů obrany Ukrajiny a ministryně informační politiky Ukrajiny. Od 13. října 2020 do 4. srpna 2021 stála v čele Černihivské oblastní státní správy.
V lednu 2021 se Kovalenkové narodila dcera Maria.